# Tony Caldwell
Tony Caldwell (Los Angeles, 1 de abril de 1961) é um ex-jogador profissional de futebol americano estadunidense.

## Carreira
Tony Caldwell foi campeão da temporada de 1983 da National Football League jogando pelo Los Angeles Raiders, cuja denominação atual é  Oakland Raiders.